# Municipio de Eagle (condado de Bradley)
El municipio de Eagle (en inglés: Eagle Township) es un municipio ubicado en el condado de Bradley en el estado estadounidense de Arkansas. En el año 2010 tenía una población de 125 habitantes y una densidad poblacional de 0,63 personas por km².

## Geografía
El municipio de Eagle se encuentra ubicado en las coordenadas 33°16′56″N 92°8′41″O / 33.28222, -92.14472. Según la Oficina del Censo de los Estados Unidos, el municipio tiene una superficie total de 199.67 km², de la cual 197,25 km² corresponden a tierra firme y (1,21 %) 2,42 km² es agua.

## Demografía
Según el censo de 2010, había 125 personas residiendo en el municipio de Eagle. La densidad de población era de 0,63 hab./km². De los 125 habitantes, el municipio de Eagle estaba compuesto por el 88 % blancos, el 8 % eran afroamericanos, el 4 % eran de otras razas. Del total de la población el 4 % eran hispanos o latinos de cualquier raza.